# 蒼穹のカルマ
『蒼穹のカルマ』（そうきゅうのカルマ）は、橘公司による日本のライトノベル。イラストは森沢晴行が担当。富士見ファンタジア文庫（富士見書房）より2009年1月から2012年2月まで刊行された。第20回ファンタジア長編小説大賞準入選作（受賞時のタイトルは『全ては授業参観のために』）。また、『このライトノベルがすごい!』作品部門では2010年版で10位を獲得している。

## 登場人物

### 主要人物
鷹崎 駆真（たかさき かるま）
本作の主人公。蒼穹園騎士団に所属する女性騎士で、階級は少尉。長く伸ばした漆黒の髪に血色の瞳を持つ。騎士団内でも指折りの実力者であり、17歳という若さで小隊の隊長を務めている。近接格闘を得意とし、マーケルハウツ式天駆機関（てんくきかん）を巧みに用いた舞うような戦闘スタイルが特徴。空獣を倒す国民的英雄として蒼穹園国内での人気は高く、雑誌や新聞で特集が組まれた事もあるほどであり、その美貌と実力から『蒼穹園の魔女』という別名も存在する。感情の起伏が非常に少なく普段は常に無表情で落ち着き払っているが、最愛の姪・在紗のこととなると途端になりふり構わなくなる。その溺愛っぷりは異常なほどで、あらゆる物事において在紗が最優先であり、「在紗のためなら世界も滅べ」と発言したり、在紗との旅行に行けなくなるという理由で騎士団を辞めてしまったりするほど。第1巻で地宮院姉妹の永久（とこしえ）の迷宮を史上最短時間で突破し、第20位の神となる。ちなみに第5巻でくじ引きによって決まった神名は飴狂院（しきょういん）・駆真で、司るのは飴玉である。
『このライトノベルがすごい!』女性キャラクター部門では2010年版で6位を獲得している。
鷹崎 在紗（たかさき ありさ）
駆真の姪で、皓成大（こうせいだい）附属小学校に通う小学6年生。容姿は駆真と同じ血色の瞳を除いて、漂白剤に漬けて育てたらこうなるのではないかと形容されるほど髪も肌も白い。騎士団本部にほど近い家で駆真と一緒に暮らしており、叔母である駆真の事を「ねえさま」と呼んで慕っている。空獣の〈女王〉の血を引いているが、在紗自身はそのことを知らなかった。そのため第3巻では、徐々に自分の背に生えてくる羽に苦悩し、それを秘密にしていたが、沈音からもらった錠剤を服用することにより、とりあえずは羽の出現を抑えることが出来ていた。しかし第5巻において、駆真と在紗の精神と体が入れ替わった際に羽が完全に現出してしまい、駆真に羽の存在を知られてしまう。ある程度まで成長すると身体が誘性物質を発して空獣を呼び寄せてしまうという女王種の特質を冬香から知らされ、一時は冬香とともに駆真たちの前から去ろうとするも、駆真の強い決意と、在紗が女王の血脈であると知ってなお変わらぬ愛情に、駆真のもとに留まり続けることを決める。
アステナ・エリーウッド
異世界の国・レーベンシュアイツの若き宮廷盟術士。性別は女性。ウェーブのかかった長い金髪と碧眼に、いかにも魔法使いといったデザインのマントとローブを纏っている。魔王ルーン・ロヴァルツによる侵略に対抗するため、駆真を勇者として召喚した。しかし在紗以外の物事に興味がない駆真は、逆に魔王の力を利用してさっさと蒼穹園へと帰ってしまう。それ以降たびたび駆真の前へ現れ、魔王を倒すよう何度となく懇願するも、にべもなく断られるという日々を続けていた。だが第4巻において、駆真の代わりに在紗を勇者に仕立て上げ、結果的に魔王をレーベンシュアイツから排除することに成功する。基本的に気弱な性格だが、レーベンシュアイツがいよいよ滅亡するかという状況に陥った際には、駆真を無理やりにでも連れて行こうと彼女と戦闘になった。レーベンシュアイツに平和が戻った後もしばしば蒼穹園を訪れている。
魔王ルーン・ロヴァルツ
千年の封印から目覚めた伝説の魔王。レーベンシュアイツ国内の全ての精霊を掌握し、レーベンシュアイツの全産業を停止に追い込んだ。負の想念の集合体であり、生物の身体を渡り歩いて生きる精神生命体である。第3巻において事故で蒼穹園に召喚された際に、在紗に一目惚れをした。現在は在紗の所有するそうきゅんの巨大ぬいぐるみに憑依しており、たびたび在紗に関することで駆真に蹴られ殴られ投げ飛ばされている。
ウタ
かつて存在した、皇華栄禅（おうかえいぜん）と呼ばれる国で創り出された魔人。駆真によって、遺跡内の棺桶のようなものの中にいたところを発見された。顔立ちは美しい少女のようであるが、体中に無数の縫い傷があり、2つの瞼までもが縫い付けられている。加えて、頭は明るいオレンジと銀色の髪が、房ごとに交互に伸びているという奇抜な姿をしている。口調も片言でところどころ間延びした、特徴的な話し方である。自分を目覚めさせた駆真をマスターと呼び、常々彼女の願いを叶えたがっている。何かを見たり触ったりする際には、背中からケーブルのようなものを伸ばし、その先に目玉や手を出現させる。
地宮院 天由良（ちぐういん あまゆら）・地宮院 霊由良（ちぐういん たまゆら）
蒼穹園神話に登場する双子の大地神。双方とも漆黒に近い深い色の髪を長く伸ばし、それを途中から複雑な結い方でひとつにまとめている。外見は在紗と同年代の少女だが、実際は既に千年以上の時を生きている。常に二人一組で行動し、神出鬼没。駆真が彼女たちの永久の迷宮に挑戦する羽目になるまで長い間人間世界には顔を出していなかったらしく、人が空を飛べるようになっていたことを知らなかった。それ以降はたびたびこちらの世界に出現するようになり、駆真たちを手助けしたりしているが、それはそうしたほうが面白くなりそうだからという理由で行っている趣が強い。
鳶一 槙奈（とびいち まきな）
蒼穹園騎士団少尉で、鳶一小隊隊長。明るい茶色に染められた髪をツーサイドアップに括っている。気が強く嫉妬深いが真面目な性格で、周囲の個性的な人物たちに振り回されることもしばしば。駆真を一方的にライバル視しており、ことあるごとにつっかかっている。地道な訓練と勉強で現在の地位を手にした秀才タイプ。覇槍〈デウス・イクス〉を愛用しており、空戦の基礎に裏打ちされたその戦闘スタイルは「そのまま騎士学校の教科書に載せられるくらい」と駆真に称された。オタク趣味で中学時代はオリジナル小説を創作していた。また、その当時の彼女は現在の姿からは想像も出来ないほど地味で暗く、『排水溝』というあだ名をつけられいじめにあっていた。その頃からオカルトに興味があり、黒魔術や呪いといった妖しい術にのめり込むようになっていく。第3巻にて盟術に偶然触れてからは、アステナに盟術を教授してもらうようになる。作者が同じ『デート・ア・ライブ』の鳶一折紙との関係は不明。
草薙 沈音（くさなぎ しずね）
蒼穹園最古の名家の１つで、千年の歴史を誇る旧貴族・草薙家の現在の当主。真の蒼穹園騎士団団長であり、草薙 音音（くさなぎ ねおん）の『頭脳』の部分を担っている。目元には常に濃い隈が浮かび、生白い肌と合わさって見るからに不健康そうな外見をしている。対人恐怖症気味で草薙邸の自室に籠もっていることが多い。父・昌玄の手によって、受精卵の段階で空獣の遺伝子を組み込まれており、在紗や冬香と同じく翼を生やして飛行することが可能である。
オト
千年前から草薙家に仕えている魔人。ウタと同じく皇華栄禅製であり、彼女よりも後に制作された。見た目は完全に人間であるが、胸を撃ち抜かれ首を切断されても、自己修復機能で元通りになおすことができる。緩くウェーブのかかった髪を三つ編みに結い、それを首元に巻くという一風変わったヘアースタイルをしている。ウタ以上の驚異的な身体能力と戦闘力を誇り、音音の『身体』の役割を担っている。
草薙 音音（くさなぎ ねおん）
蒼穹園騎士団団長の影武者。一般には彼女が団長ということで通っており、本当の団長が沈音だということを知っているのは極々限られた者たちだけである。最高の『頭脳』の沈音と最強の『身体』のオトの2人によって成り立っていて、沈音が指示を出し、それを受けたオトが音音を演じている。
鷹崎 冬香（たかさき ふゆか）/フューゼシカ・アシュ・クーレィン
在紗の母で、当代の空獣の〈女王〉。性格はぶっきらぼうで不器用。在紗を出産してすぐに姿を消し、十年以上も行方不明だった。しかしそれは、空獣を引き寄せてしまう自分がいなくなることで在紗や夫の宗吾を守ろうとしてしたことだった。成長し空獣を誘引するようになった在紗を引き取ろうと現れるが、中身が駆真と入れ替わった在紗がホテルから逃げ出したのを、騎士団少将・佐間岡による拉致と勘違いし、蒼穹園騎士団本部を襲撃した。その後、駆真との戦闘において彼女の決意を目の当たりにし、最終的には半年以内に、女王種が身体から発する誘性物質の抑制方法を見つけるのを条件に、在紗を駆真のもとに留めておくことを認めた。普段は人間と同じ姿で過ごしているが、本来は身の丈ほどの翼と長い尾に頭部からは角を生やした、いわゆる悪魔のような姿をしている。現在は鷹崎家の隣家を購入し居住中。

### その他
大郷 元治（だいごう もとはる）
篠守基地所属の大柄な騎士。『鉞童子』（アクスマン）という異名を持つ。いつも魅島 薫子・爽世寺 直次とともに登場する。仰々しい二つ名を持っているにも関わらず、蒼穹園武会では1回戦敗退。
爽世寺 直次（そうせいじ なおつぐ）
鳴全（めいぜん）基地所属の旧貴族の血を引く騎士。二つ名は『ノーブル・ブラッド』。元治と同じく武会は1回戦で敗退している。
魅島 薫子（みしま かおるこ）
玖璃ヶ岡基地所属のグラマラスな肢体を持つ騎士。階級は中尉。『完熟女教師・桃色参姦日』というおおよそ騎士らしからぬ異名を持っている。実力は上記2人と同じくらい。

## 用語
空獣（エア）
別名『大地に嫌われた怪物』。一生涯を空で過ごす生物で、生態や習性などは未だ解明が進んでいない。その体躯は爪の先一欠片に至るまで不随意に浮遊し、死してなお地上に落下する事はない。その特性から資源として有用で、騎士団が倒した空獣は回収され加工場へと送られる。また、狩った空獣を国や業者に売却し利益を得るフリーランスの空獣狩りもおり、かつては駆真もそのひとりであった。ハーピー級・ガーゴイル級・グリフォン級・ワイバーン級などに分けられるが、中には人型で人間以上の知能を有するディアブロ級と呼ばれるものも存在する。第4巻で、遥か昔に異世界で起きた魔王ルーン・ロヴァルツの軍勢と〈女王〉率いる魔獣の軍勢との戦いにおいて、苦戦した魔王が魔法で〈女王〉ごと魔獣の群れを現在蒼穹園が存在する世界に転送したことが明らかになり、その魔獣が空獣の原種であったことが判明する。
蒼穹園騎士団
空獣の脅威に対抗するために存在する公的な武力組織。蒼穹園防衛の象徴。中央都にある本部の他に、蒼穹園各地に基地が存在する。年に数回『蒼穹園騎士団技能演習競技会』（通称・蒼穹園武会）を催しており、それは一般にも公開されている。武会はチケットが発売後すぐに完売になるほど人気がある。
天駆機関（てんくきかん）
空獣の浮遊特性を利用した、空獣の死骸をもとに製造される飛行機械のこと。形状からマーケルハウツ式・エルザ式・バゼット式などに分かれており、無重力のような状態で滞空するのみの『浮』（フロート）、空中の任意の地点で静止する『停』（ステイ）、浮遊特性を中和し地上に降り立つ『着』（タッチ）、推進剤を用いて急加速を行う『翔』（ソア）、以上の4つの駆動が可能である。
そうきゅん
蒼穹園騎士団公認マスコットキャラクター。うさぎと犬を足して2で割ったようなデザインで、沈音の自信作。小学校の女子児童の間で特に人気が高いらしい。
皇華栄禅（おうかえいぜん）
大陸暦961年から1349年の間、蒼穹園南部に存在したといわれる国。人形をつくることに異常な情熱を傾け、最終的には人造人間を創り出すことにも成功していたとの説もある。

## 既刊一覧
| タイトル      | 発売日         | ISBN              |
| ------------- | -------------- | ----------------- |
| 蒼穹のカルマ1 | 2009年1月20日  | 978-4-8291-3372-9 |
| 蒼穹のカルマ2 | 2009年4月18日  | 978-4-8291-3397-2 |
| 蒼穹のカルマ3 | 2009年10月20日 | 978-4-8291-3447-4 |
| 蒼穹のカルマ4 | 2010年2月20日  | 978-4-8291-3494-8 |
| 蒼穹のカルマ5 | 2010年6月19日  | 978-4-8291-3533-4 |
| 蒼穹のカルマ6 | 2010年10月20日 | 978-4-8291-3576-1 |
| 蒼穹のカルマ7 | 2011年2月19日  | 978-4-8291-3614-0 |
| 蒼穹のカルマ8 | 2012年2月18日  | 978-4-8291-3732-1 |